# 리의 세 번째 정리
리 이론에서 리의 세 번째 정리(영어: Lie's third theorem)는 모든 유한 차원 실수 리 대수 {\displaystyle {\mathfrak {g}}}는 어떤 실수 리 군 {\displaystyle G}의 리 대수라는 정리이다. 이 정리는 리군-리 대수 대응의 일부이다.
역사적으로 세 번째 정리는 다르지만 관련된 결과를 나타낸다. 현대적으로 다시 표현된 소푸스 리의 앞선 두 정리는 매끄러운 다양체에서 군 작용의 무한소 변형과 관련된다. 목록의 세 번째 정리는 국소 리 군의 무한소 변환에 대한 야코비 항등식을 명시한다. 반대로, 벡터장의 리 대수가 있는 경우 이 리 대수의 적분은 국소 리 군 작용을 제공한다. 현재 세 번째 정리로 알려진 결과는 원래 정리에 대한 본질적이고 대역적인 역 정리를 제공한다.

## 역사
단일 연결 실수 리 군 범주와 유한 차원 실수 리 대수 사이의 동치성은 일반적으로 (20세기 후반 문헌에서) 카르탕의 정리 또는 엘리 카르탕이 증명한 카르탕-리 정리라고 불린다. 소포스 리는 이전에 마우러-카르탕 방정식의 국소적 가해성, 즉 유한 차원 리 대수 범주와 국소 리 군 범주 사이의 동치성이라는 국소 버전을 증명했다.
리는 그의 결과를 3개의 직접 정리와 3개의 역 정리로 나열했다. 카르탕 정리의 무한소 변형은 본질적으로 리의 세 번째 역 정리였다. 영향력 있는 책에서 장피에르 세르는 이를 리의 세 번째 정리라고 불렀다. 이 이름은 역사적으로 다소 오해의 소지가 있지만 일반화와 관련하여 자주 사용된다.
세르는 그의 책에서 두 가지 증명을 제공했다. 하나는 아도 정리에 기초한 것이고 다른 하나는 엘리 카르탕의 증명을 자세히 설명한 것이다.

## 증명
리의 세 번째 정리에 대한 여러 가지 증명이 있으며, 각각은 서로 다른 대수적이거나 기하학적인 방법을 사용한다.

### 대수적 증명
고전적인 증명은 간단하지만 증명이 대수적이고 아주 비자명한 아도 정리에 의존한다. 아도 정리에 따르면 모든 유한 차원 리 대수는 행렬로 표현될 수 있다. 결과적으로 행렬 지수 함수를 통해 이러한 행렬 대수를 적분하면 원래 리 대수를 적분한 리 군이 생성된다.

### 코호몰로지적 증명
좀 더 기하학적인 증명은 엘리 카르탕이 했다. 이 증명은 중심의 차원에 대한 귀납법을 사용하며 슈발레-엘렌베르크 복합체를 연관시킨다.

### 기하학적 증명
뒤스터마트와 콜크는 2000년에 다른 기하학적 증명을 발견했다. 이전의 증명과 달리 이는 구성적 증명이다. 적분 결과인 리 군은 리 대수의 경로들이 이루는 (무한 차원) 바나흐 리 군과 적합한 리 부분 군의 몫으로 구성된다. 이 증명은 리 준군과 리 준대수에 대한 리 세 번째 정리의 일반화를 위한 길을 열었기 때문에 리 이론에 영향을 미쳤다.

## 같이 보기
- 미분 방정식의 리 군 적분자